# Stróżnik (Rudawy Janowickie)
Stróżnik (niem. Wache Berg, 808 m n.p.m.) – szczyt w południowo-zachodniej Polsce, w Sudetach Zachodnich, w Rudawach Janowickich.

## Położenie i opis
Stróżnik leży w bocznym ramieniu, łączącym masyw Wielkiej Kopy z Dziczą Górą w głównym grzbiecie Rudaw Janowickich. Na północnym zachodzie opada do Przełęczy Rędzińskiej, a od południowego wschodu łączy się z masywem Wielkiej Kopy.
Na północ od szczytu, w głębokiej dolinie, ma swoje źródła Mienica, natomiast od zachodu góruje nad doliną Rędzińskiego Potoku.

## Budowa geologiczna
Masyw Stróżnika zbudowany jest ze skał metamorficznych wschodniej osłony granitu karkonoskiego. Są to łupki serycytowo-chlorytowo-kwarcowe, łupki kwarcowo-albitowo-chlorytowe, amfibolity i łupki amfibolitowe powstałe w dolnym paleozoiku.

## Roślinność
Wzniesienie prawie w całości porośnięte lasami. Niższe partie zboczy pokrywają łąki i pastwiska, a podnóża pola orne.

## Ochrona przyrody
Wzniesienie położone jest na obszarze Rudawskiego Parku Krajobrazowego.

## Szlaki turystyczne
Poniżej szczytu Stróżnika prowadzi szlak turystyczny: 
- żółty – Kamienna Góra - Raszów – Wielka Kopa – Wołek – Janowice Wielkie